# PG Fiorentina Libertas
PG Fiorentina Libertas – włoski klub piłkarski, mający swoją siedzibę w mieście Florencja, w środku kraju.

## Historia
Chronologia nazw:
- 1912: Palestra Ginnastica Fiorentina Libertas - po fuzji z Juventus FBC
- 1926: klub rozwiązano - tworząc po fuzji z CS Firenze nowy klub ACF Fiorentina

Sportowy klub Palestra Ginnastica Fiorentina Libertas został założony we Florencji w 1877 roku. W 1912 roku po fuzji z Juventus FBC utworzono sekcję piłkarską klubu sportowego. W sezonie 1912/13 startował w Promozione, gdzie zwyciężył w grupie Toscana i zdobył promocję do Prima Categoria. W sezonie 1913/14 zajął czwarte miejsce w Prima Categoria Toscana. W następnym sezonie 1914/15 był trzecim w grupie toscana, ale potem mistrzostwa zostały zawieszone z powodu I wojny światowej. W sezonie 1919/20 ponownie startował w Prima Categoria, zajmując 3.miejsce w Sezione toscana. W sezonie 1920/21 klub był szóstym. W 1921 powstał drugi związek piłkarski C.C.I., w związku z czym mistrzostwa prowadzone osobno dla dwóch federacji. W sezonie 1921/22 kontynuował występy w Prima Categoria (pod patronatem F.I.G.C.), gdzie zajął 3.miejsce w grupie toscana. W 1922 po kompromisie Colombo mistrzostwa obu federacji zostały połączone, a klub został przydzielony do Seconda Divisione. Sezon 1922/23 zakończył na 2.pozycji w grupie F. W sezonie 1923/24 był drugim w grupie F. W następnym sezonie 1924/25 zajął 4.miejsce w grupie C. Po zakończeniu sezonu 1925/26, w którym został sklasyfikowany znów na czwartej pozycji w grupie C, połączył się z klubem CS Firenze, w wyniku czego powstał nowy klub ACF Fiorentina.
Obecnie w klubie istnieją sekcje walki, boksu, tamburyny i innych dyscyplin sportowych.

## Sukcesy

### Trofea międzynarodowe
Nie uczestniczył w rozgrywkach europejskich (stan na 31-05-2017).

### Trofea krajowe
| \| \| Zdobyte trofea w rozgrywkach Włoch (stan na: 31-05-2017) \| |                                                          |      |                                                                           |
| Rozgrywki                                                         | Osiągnięcie                                              | Razy | Sezon(y)                                                                  |
| · Mistrzostwo                                                     | I miejsce                                                | 0    |                                                                           |
| · Mistrzostwo                                                     | II miejsce                                               | 0    |                                                                           |
| · Mistrzostwo                                                     | III miejsce                                              | 0    |                                                                           |
| · Mistrzostwo                                                     | 3.miejsce                                                | 3    | 1914/15 (grupa toscana), 1919/20 (grupa toscana), 1921/22 (grupa toscana) |
| · Puchar                                                          | zdobywca                                                 | 0    |                                                                           |
| · Puchar                                                          | finalista                                                | 0    |                                                                           |
| · Puchar                                                          | półfinalista                                             | 1    | 1922                                                                      |
| II liga                                                           | I miejsce                                                | 1    | 1912/13 (grupa toscana)                                                   |
| II liga                                                           | II miejsce                                               | 1    | 1922/23 (grupa F)                                                         |
| II liga                                                           | III miejsce                                              | 0    |                                                                           |
| Włochy                                                            | Zdobyte trofea w rozgrywkach Włoch (stan na: 31-05-2017) |      |                                                                           |

## Stadion
Klub rozgrywa swoje mecze domowe na boisku Quercione (obecny park Cascine) we Florencji, a od 1922 na Stadio Velodromo Libertas, który może pomieścić 10000 widzów.